# Dumb Bell of the Yukon
Dumb Bell of the Yukon (La campana tonta del Yukon en Hispanoamérica; La campaña tonta del Yukon en España) es un corto animado de Walt Disney Productions de 1946 protagonizado por el Pato Donald y la Pata Daisy. Fue dirigido por Jack King.

## Trama
La historia comienza con Donald leyendo una carta de Daisy diciendo que le haga unos abrigos de piel. Entonces, Donald va a cazar osos. Donald entra en una cueva de osos y ve a una mamá oso y un bebé oso, y se imagina a este último como un abrigo de piel. Utiliza "esencia de miel" para capturar al osito. La mamá oso confunde a Donald con el bebé oso y comienza a lamerlo y abrazarlo. Donald se lleva al osito a casa y lo pone en muchas posturas, y luego piensa en las formas en que podría matar al oso. Donald intenta colgar al oso sin éxito. La mamá oso se da cuenta de que su bebé no está allí y sigue las huellas de Donald hasta su casa. Donald se disfraza de bebé oso, la mamá osa accidentalmente aprieta a Donald con demasiada fuerza y su disfraz se rompe. Se lo vuelve a poner y engaña a la osa, mientras que el osito intenta arruinar los planes de Donald. El bebé oso patea a Donald tan fuerte que se sale el disfraz y se derrama miel sobre sí mismo, haciendo que la mamá osa y el cachoro le comienzen a lamer la cabeza.

## Reparto
- Pato Donald: Clarence Nash
- Madre oso: Candy Candido

## Home media
El corto fue lanzado el 6 de diciembre de 2005 en Walt Disney Treasures: The Chronological Donald, Volume Two: 1942-1946.